# Туоми, Вейкко

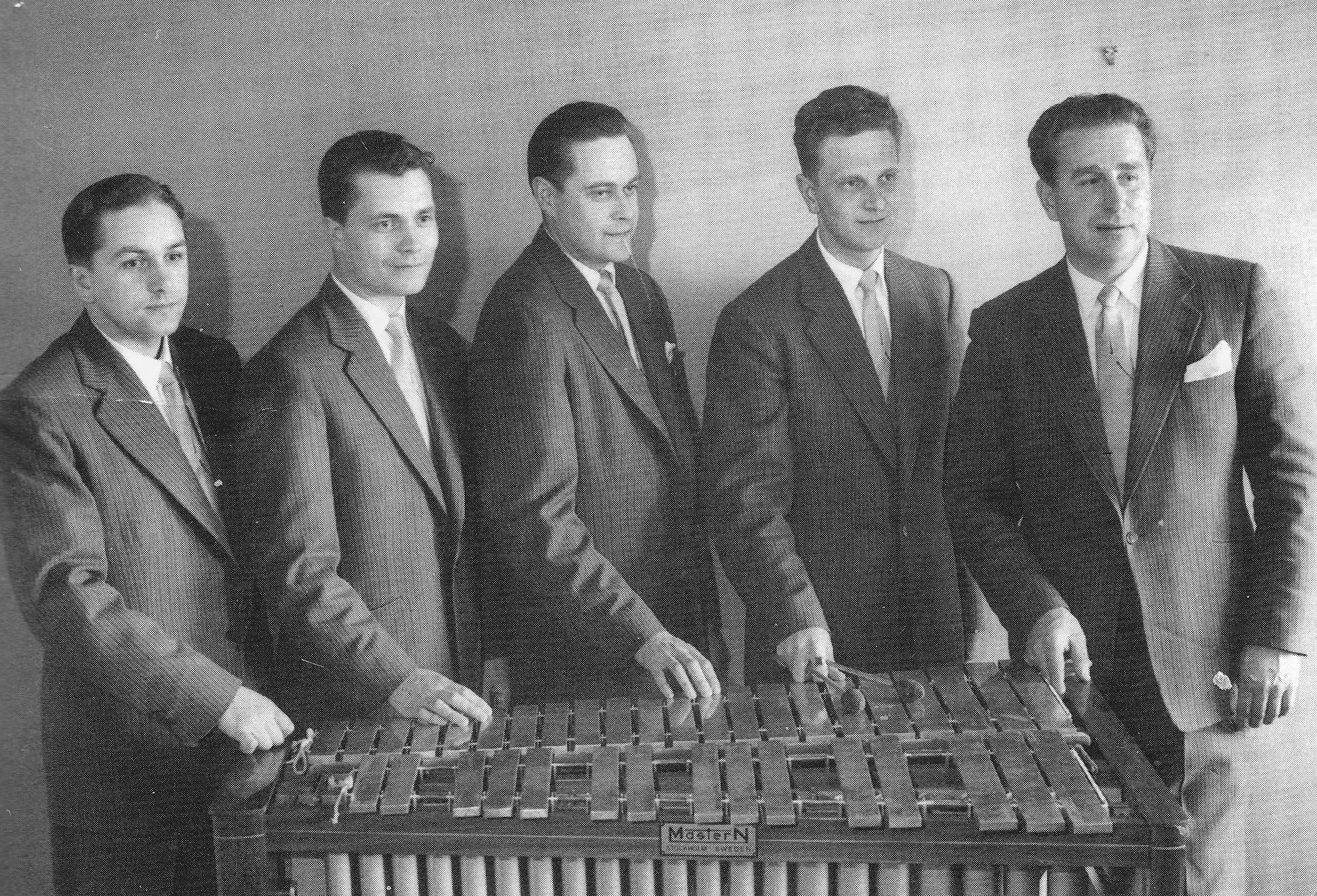
Слева направо: Яакко Малья, Матти Мурто, Антеро Аарре, Юрьё Хонканен, Вейкко Туоми

Ве́йкко Ту́оми (фин. Veikko Tuomi, 24 марта 1924, Киукайнен, провинция Сатакунта — 11 января 1992, Пори) — финский певец, поэт-песенник и композитор. Современники часто называли его «панелийским соловьём» (от названия деревни Панелиа в муниципалитете Киукайнен, в которой Туоми долгое время жил).
Творческий путь Вейкко Туоми начался ещё в 1930-е годы, когда он играл на банджо в детских и юношеских ансамблях. Как певец он заявил о себе во время Войны-продолжения, когда он был одним из участников фронтовой бригады, возглавляемой Кауко Кяюхкё. Его первой записью стал вальс «Alla Espanjan taivaan» («Под небом Испании», 1949). В 1950 году записано танго «Satu ruskeista silmistä» («Сказка о карих глазах»). Большую популярность обрели танго «Vanhan vaahteran laulu» («Песня старого клёна», 1952) и «Kotiseutuni» («Родной край», 1952).
Записанная в 1953 году пластинка «Lehdetön puu» («Обнажённое дерево») преодолела рубеж в 30 тыс. проданных копий, необходимый для получения статуса «Золотого диска» в Финляндии, однако компания Levytukku отказалась присвоить ей этот статус. Таким образом, ни одна из пластинок Вейкко Туоми не стала «Золотым диском».
Танго «Sabina» (январь 1961) и «Musta ruusu» («Чёрная роза», март 1962) считаются одними из лучших образцов финского танго. Именно эти две песни принесли Туоми всенародную известность. Песня «Sabina» была исполнена в новой музыкальной программе «Levyraati», позже она прозвучала в фильме Аки Каурисмяки «Береги свою косынку, Татьяна».
Также певец исполнял популярные песни мировой эстрады в переводе на финский язык, в том числе «Dicitencello vuie» и «Jambalaya».
Кроме того, Вейкко Туоми являлся владельцем танцплощадки «Valtatie-2» в Харьявалте.

## Состав музыкального ансамбля
- Онни Саломаа (скрипка)[3]
- Ристо Тойвонен (ударные)[3]
- Кауко Наармала (контрабас)[3]
- Йоуко Куусела (гармонь)[3]
- Матти Мурто (фортепиано, аккордеон)[4]
- Лео Салминен (аккордеон, фортепиано)[4]
- Исмо Пуустаярви (ударные)[4]